# Mobilisation contre l'abattage de forêts anciennes à Fairy Creek

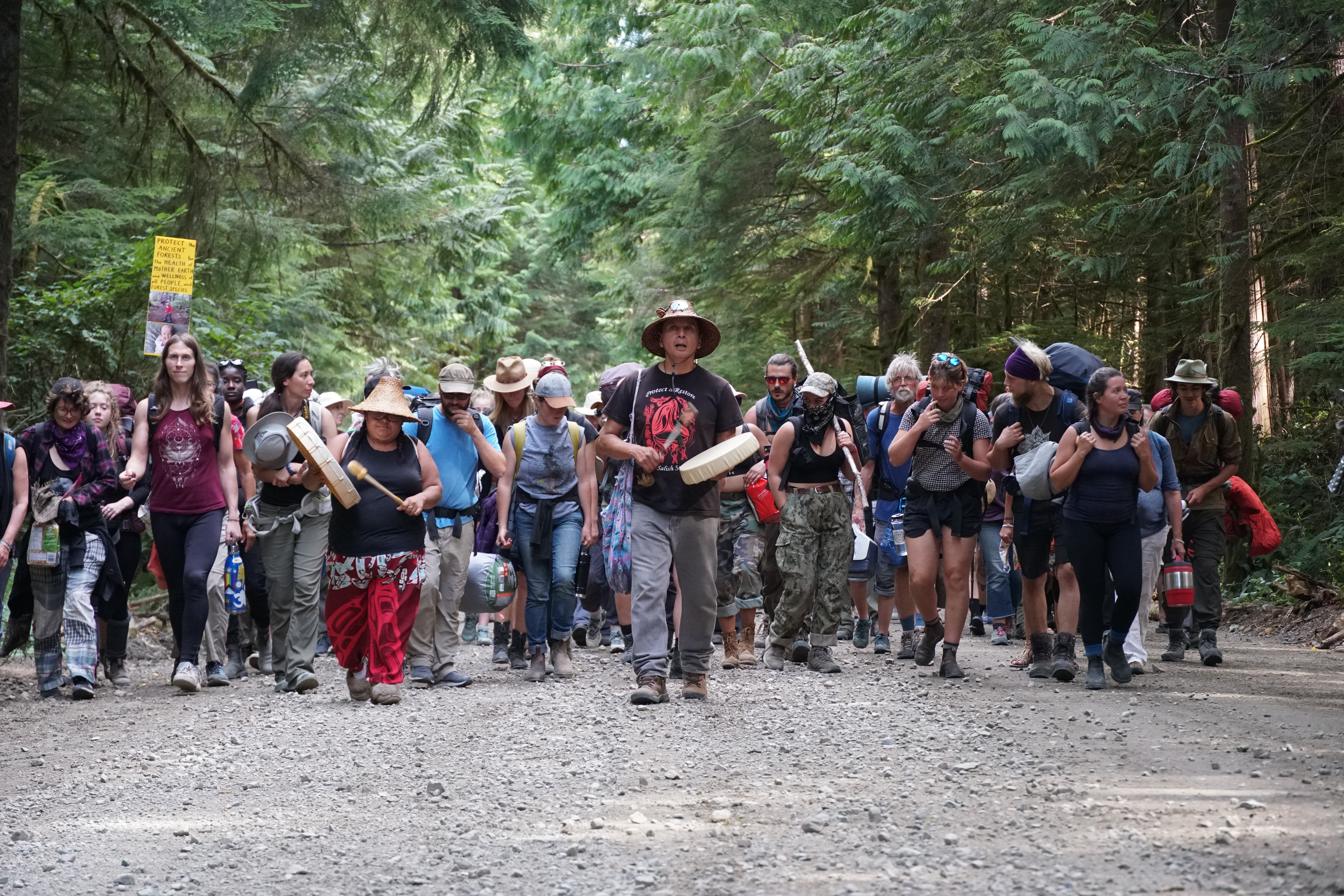
Les manifestants au blocus de Fairy Creek

Des mobilisations contre l'abattage de forêts anciennes au sud de l'île de Vancouver en Colombie-Britannique  se sont intensifiées en 2020 et  2021. Ces événements, qui concernent principalement le bassin hydrographique de Fairy Creek, représentent un moment critique dans l'histoire récurrente des conflits en Colombie-Britannique liés aux valeurs écologiques et à l'industrie forestière, rappelant la guerre contre l'abattage des forêts et les manifestations à Clayoquot au début des années 1990.

## Contexte des mobilisations
En août 2020, les mobilisations contre l'abattage de très vieilles forêts ont commencé à s'intensifier dans les zones de bassins hydrographiques les plus sensibles du sud de l'île de Vancouver. Parmi les facteurs déclencheurs de ces mobilisations, on peut citer la publication à l'automne 2020 d'un rapport important  et des recommandations relatives à la gestion et à la protection des forêts anciennes en Colombie-Britannique et le retard ultérieur dans la mise en œuvre des recommandations du rapport, ainsi que l'augmentation de l'activité forestière dans les zones de forêts anciennes sensibles de l'île de Vancouver Sud, y compris le bassin hydrographique de Fairy Creek de Nanaïmo à proximité de Port Renfrew,.

### Peuples autochtones de la région
Le bassin versant de Fairy Creek se trouve dans le territoire de Pacheedaht. Les dirigeants élus de la Première Nation de Pacheedaht (en) ont pris leurs distances par rapport aux mobilisations contre l'exploitation forestière en 2021, invoquant leur droit de gérer les ressources territoriales dans le cadre de leur plan d'intendance des ressources. La Première Nation de Pacheedaht a conclu une entente sur les revenus forestiers avec la province de la Colombie-Britannique en 2017,. En termes de gestion forestière les Premières Nations impliquées dans l'industrie forestière peuvent aller au-delà des normes provinciales d'exploitation forestière et de replantation tout en s'appuyant sur les activités forestières pour bâtir et diversifier leur économie ; grâce aux revenus forestiers, la Première nation Pacheedaht a acheté des entreprises et des terres  sur son territoire, rachetant des terres à des promoteurs privés. En échange d'un partage des revenus sur une période de trois ans, l'accord exige que la Nation ne soutienne ou ne participe à aucun acte qui interfère avec les activités forestières autorisées par la province, et exige que la Nation soutienne le gouvernement provincial dans ses efforts pour mettre un terme à des actions considérées comme incompatibles avec l'accord, actions initiées par des membres de la communauté.
Cependant, en tant que descendant direct de la lignée familiale revendiquée comme les décideurs ou les porte-parole  du territoire, Pacheedaht Elder Bill Jones a soutenu les mobilisations contre les abattages, s'exprimant pour une gestion prudente du bassin versant de Fairy Creek et contre la destruction des lieux sacrés restants seulement en vue d'un gain à court terme,. Les dirigeants de la Nation Tsleil-Waututh se sont rendus à Fairy Creek dans le territoire de Pacheedaht le 29 mai pour apporter leur soutien. Le 4 juin 2021, les Premières Nations Huu-ay-aht, Ditidaht et Pacheedaht ont signé la Déclaration Hišuk ma c̕awak pour reprendre leur pouvoir sur leurs ḥahahuułi (territoires traditionnels) et, le lendemain, ont transmis officiellement au gouvernement de la Colombie-Britannique leur décision de reporter de deux ans l'exploitation forestière dans les régions de Fairy Creek et de Central Walbran pendant que les nations préparent leurs plans de gestion. Doug White (Kwulasultun), ancien chef et conseiller de la Première nation Snuneymuxw, avocat en exercice et président du BC First Nations Justice Council, a situé la déclaration Hišuk ma c̕awak dans le contexte plus large du titre aborigène en Colombie-Britannique, en relation avec Delgamuukw c. Colombie-Britannique, la décision Tŝilhqot'in et la Déclaration des Nations Unies sur les droits des peuples autochtones (DNUDPA), affirmant que le régime forestier actuel de tenure et de permis est incompatible avec les droits ancestraux, le titre et la mise en œuvre du processus décisionnel.

### Écologie et faune
Le 31 mai 2021, le ministère des Forêts, des Terres, des Opérations des ressources naturelles et du Développement rural de la Colombie-Britannique a annoncé que les observations signalées de petits-ducs de l'Ouest en voie de disparition dans la région avaient été confirmées.

## Blocages et protestations
Malgré les conditions de la pandémie de COVID-19, les mobilisations contre l'abattage se sont poursuivies au printemps 2021, avec des appels sur les réseaux sociaux sollicitant des renforts à la suite d'opérations de police évacuant les militants anti-abattage de divers camps et sites. Les arrestations et les renvois ont été rendus plus difficiles par ce qu'un journaliste en visite a décrit comme des approches très inventives adoptées par les manifestants. Ceux-ci ont construit des « dragons » faits de tuyaux et de béton pour s'enchaîner plus efficacement à l'équipement ou à la plate-forme (« dragons endormis »), ou qui se sont installés dans des endroits à grande hauteur où il est long et difficile de les déloger ("dragons volants").
Le 22 mai 2021, la visite à Fairy Creek de Tzeporah Berman, vétéran des manifestations Clayoquot des années 1990 et directrice des programmes internationaux chez Stand. Earth, s'est soldée par une arrestation pour avoir ignoré une zone d' exclusion imposée par la GRC. Quelques jours plus tard, des dizaines de personnes âgées ont rejoint les manifestants à Fairy Creek à l'invitation de l' aîné Pacheedaht Bill Jones, traversant sans opposition le cordon de blocage de la GRC. Plusieurs manifestations ont également eu lieu dans la région de Victoria, y compris au bureau de circonscription de du  premier ministre de la Colombie - Britannique John Horgan, dont la circonscription comprend des forêts anciennes dont l'abattage est contesté et qui inclut certaines portions du territoire Pacheedaht.

## Restrictions de l'accès de la zone aux  médias et contestations judiciaires
Le 19 mai, la GRC a arrêté un journaliste qui tentait de couvrir les manifestations, alléguant que le journaliste avait entravé le travail de l'entreprise forestière. Cependant, des vidéos publiées sur les réseaux sociaux montraient le journaliste en question demandant à la police ce qu'ils faisaient sans réponse juste avant l'arrestation.
Toujours en mai 2021, le Rainforest Flying Squad, un groupe écologiste, a allégué qu'Instagram avait supprimé son compte après avoir publié une vidéo montrant des arrestations agressives de manifestants par la GRC. Le compte du groupe a été restauré le lendemain, un porte-parole de Facebook déclarant qu'il avait été supprimé par erreur.
Le 26 mai, l' Association canadienne des journalistes, le Réseau de télévision des peuples autochtones, The Narwhal, ainsi que plusieurs autres médias, ont annoncé qu'ils allaient porter plainte contre la GRC pour les restrictions imposées par la police à l'accès des médias aux manifestations,. Le 20 juillet 2021, l'action en justice, initiée par une coalition de groupes de presse comprenant l' Association canadienne des journalistes, Ricochet Media, Capital Daily Victoria, The Narwhal, Canada's National Observer, APTN News, The Discourse, Indiginews et Canadian Journalists for Free Expression, a reçu une décision favorable de la Cour suprême de la Colombie - Britannique . La demande des groupes de médias a été acceptée pour ajouter une clause à l'ordonnance d'injonction accordée à la société forestière Teal Jones en avril, ordonnant à la GRC de ne pas interférer avec l'accès aux médias en l'absence d'une raison opérationnelle sérieuse de le faire,,.
La GRC a empêché l'accès des journalistes au site avec leurs véhicules et leur a imposé de marcher pendant 7 km.
Le groupe Rainforest Flying Squad  qui organise  les mobilisations estime que la GRC continue d'imposer illégalement une zone d'exclusion et a annoncé une nouvelle démarche judiciaire pour contester ces pratiques.

## Arrestations et maintien de l'ordre
Le 28 mai 2021, la GRC a arrêté tous les manifestants au blocus de la Cascade, à l'exception d'un seul, en déclarant qu'elle n'avait pas pu arrêter ce manifestant-là en toute sécurité. Le lendemain, plusieurs centaines de manifestants ont défilé sur le site, rétablissant le blocus. Au 5 juin 2021, 170 arrestations avaient été effectuées.
La GRC a fait l'objet de nouvelles critiques lorsqu'un certain nombre de ses agents ont été vus portant de fines bandes bleues alors qu'ils étaient en service sur le site, malgré les directives officielles de la GRC interdisant le symbole.
Le 9 août 2021, date du premier anniversaire du blocage de la zone, la GRC a effectué une première action de démantèlelent du quartier général des manifestants. Les agents ont informé les manifestants qu'ils avaient 24 heures pour évacuer la zone, mais des témoins ont rapporté que la GRC a commencé à intervenir avant la fin de la période d'injonction. Plus de 20 manifestants ont été arrêtés et le Heli Camp a été démantelé peu après. Au 27 août 2021, un total de 824 personnes avaient été arrêtées.

## Sensibilisation et mobilisation de l'opinion
Les campagnes sur les réseaux sociaux et les campagnes de collecte de fonds en ligne ont mobilisé l'opinion publique et les ressources liées aux blocages et aux manifestations à Fairy Creek et dans les forêts du sud de l'île de Vancouver  à un moment de la pandémie de COVID-19 où les voyages en Colombie-Britannique n'étaient autorisés que pour des raisons impérieuses 
Au printemps 2021, l'acteur et photographe Cole Sprouse a soutenu les manifestants en visitant et en partageant un reportage photographique sur les forêts anciennes et sur la mobilisation de Fairy Creek. L'acteur Mark Ruffalo  et l'ancien lutteur Hulk Hogan, ont aussi apporté leur soutien. Bruce Cockburn et le groupe Midnight Oil, ont autorisé les organisateurs de la manifestation à utiliser leurs chansons sur les réseaux sociaux. En juin 2021, le magazine Vogue a également publié un reportage mettant en vedette des défenseurs des terres à Fairy Creek.
Le 24 mai 2021, le poète, écrivain et éditeur Gary Geddes a franchi la ligne de police au Waterfall Camp pour être arrêté afin faire connaître ces manifestations.
Le 1er juillet 2021, PBS Digital Studios a publié une vidéo intitulée Terra expliquant les aspects uniques de la forêt pluviale tempérée de Fairy Creek, y compris son réseau mycorhizien et les sols de la canopée qui ne sont  pas encore entièrement compris. L'appel à la conservation de ces forêts, dit  par Joe Hanson (animateur de It's Okay To Be Smart ), a été diffusé sur le site Web de PBS et la chaîne YouTube dans le cadre de la série Overview. 
Le groupe "Elders for ancient trees" (Aînés pour la protection des forêts anciennes) a demandé fin août à la justice de ne pas renouveler l'injonction prise à la demande de l'exploitant forestier Teale-Jones d'interdire l'accès à toute la zone, injonction qui court jusqu'au  26 septembre 2021.